# Verpa bohemica
Verpa bohemica is een paddenstoel uit de familie Morchellaceae. Het synoniem Ptychoverpa bohemica wordt vaak gebruikt door Europese mycologen.

## Kenmerken

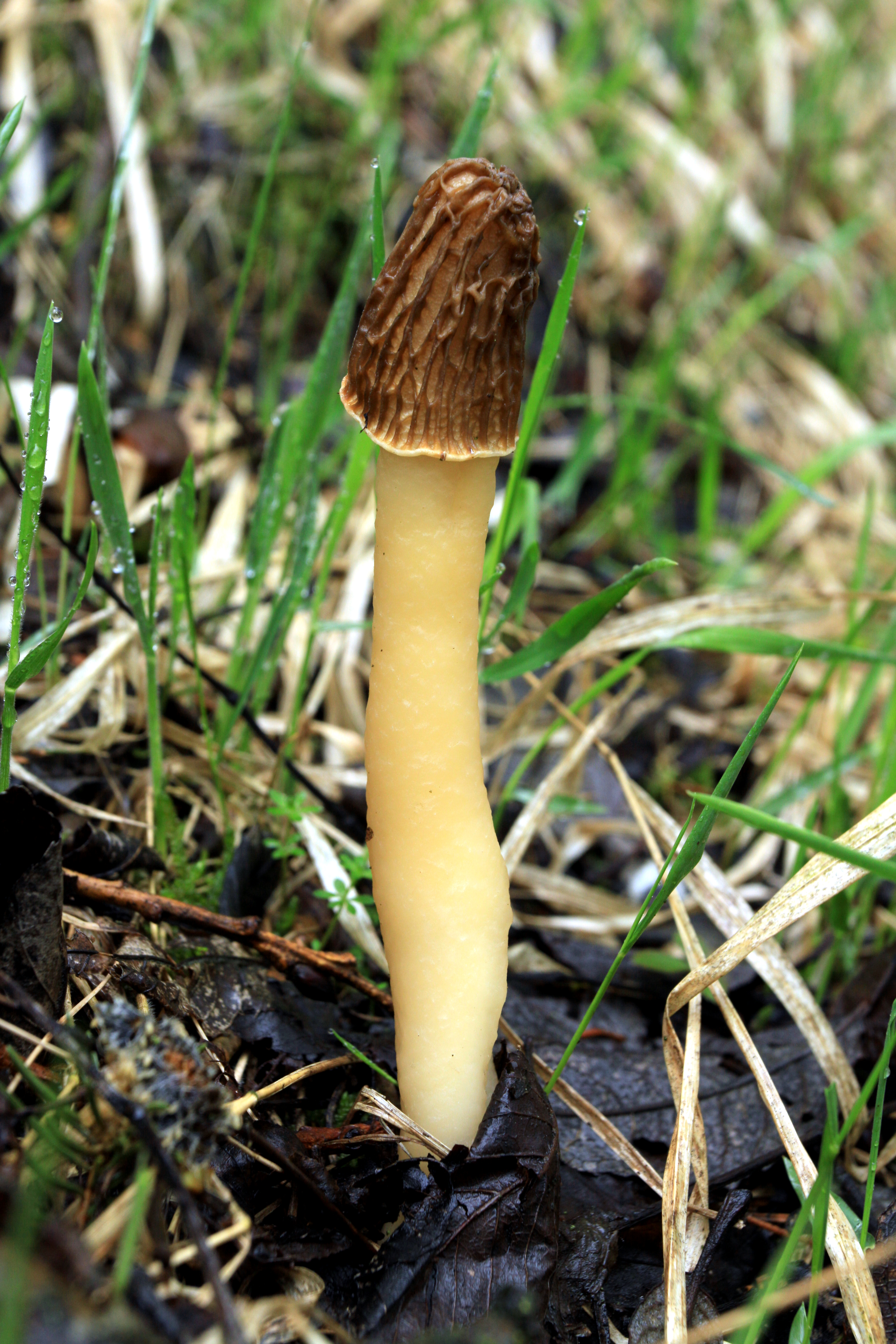

De paddenstoel heeft een lichtgele of bruine vingerhoedvormige hoed. Deze is tot 2 tot 4 cm in diameter en 2 tot 5 cm lang. Het oppervlak is gerimpeld en geribbeld met hersenachtige windingen. De hoed hangt aan de bovenkant van een lichter gekleurde, broze steel. De steel kan 12 cm en 1-2,5 cm dik worden. De sporenmaat is 60-90 × 15-18 µm. Er zijn slechts twee sporen per ascus.

## Verspreiding
Verpa bohemica wordt gevonden in het noorden van Noord-Amerika, Europa en Azië. Het groeit op de grond na het smelten van de sneeuw, voordat de "echte morieljes" (geslacht Morchella) verschijnen. Vruchtlichamen kunnen in het voorjaar gevonden worden. 